# Antonín Brousek (Politiker)

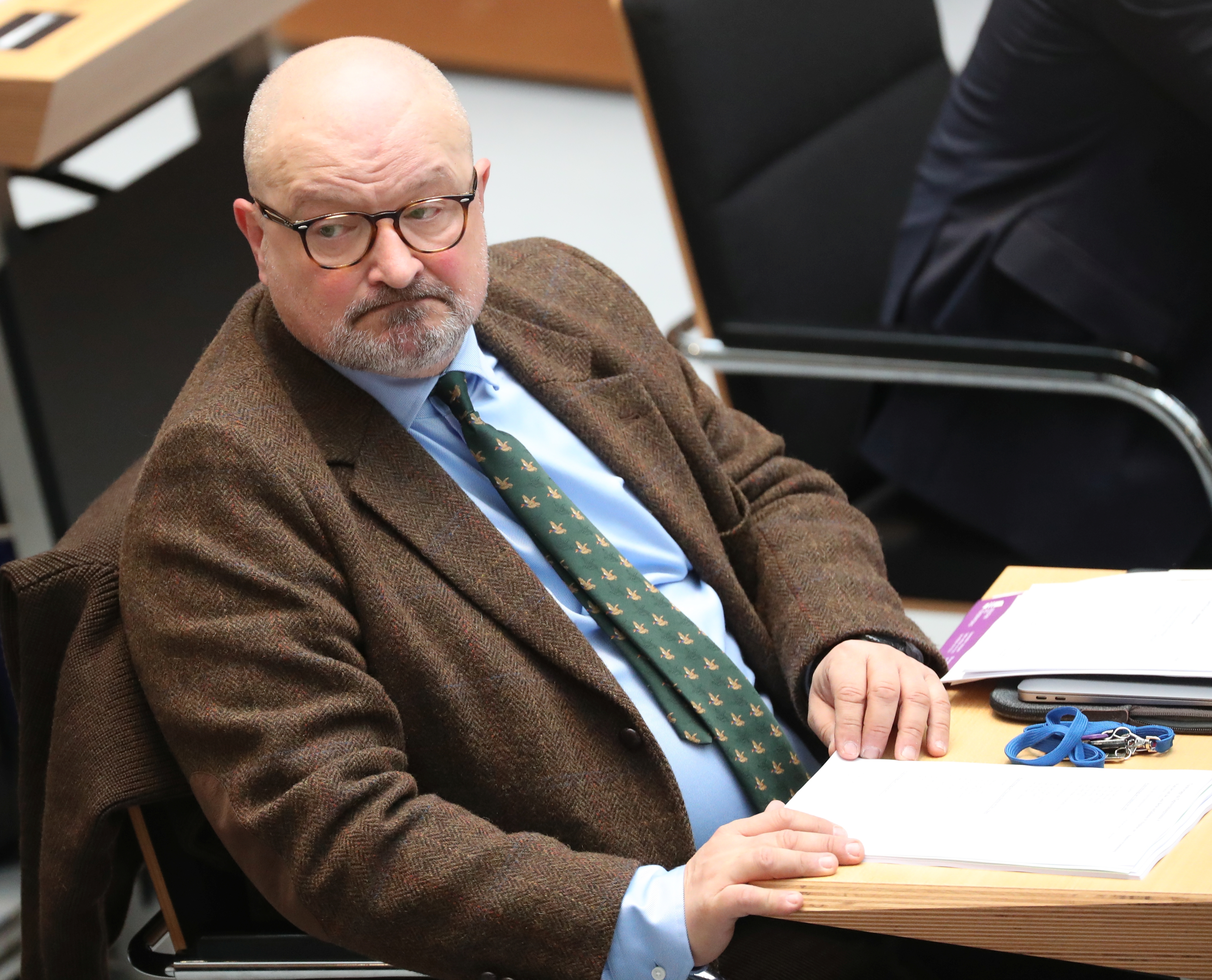
Antonin Brousek (2021)

Antonín Brousek (* 4. April 1962 in Prag) ist ein deutscher Übersetzer, Jurist und Politiker (parteilos, bis 2023 AfD). Seit 2021 ist er Abgeordneter im Abgeordnetenhaus von Berlin.

## Leben
Brousek wurde als Sohn des gleichnamigen tschechischen Dichters und Literaturkritikers Antonín Brousek in Prag geboren. Nach dem Prager Frühling kam er 1969 mit seinen Eltern nach Deutschland. Er wuchs fortan in West-Berlin auf. Er studierte zunächst Klassische Philologie und später Rechtswissenschaften in Regensburg und Berlin. Nach seinem Referendariat trat er in den Justizdienst des Landes Berlin ein. Zuletzt war er als Richter am Amtsgericht Schöneberg im Bereich der gesetzlichen Betreuung und als Ausbilder am Kammergericht tätig.

## Politik
Bei der Wahl zum Abgeordnetenhaus von Berlin 2021 trat er für die AfD im Wahlkreis Tempelhof-Schöneberg 5 an. Er wurde über die Liste ins Abgeordnetenhaus gewählt. Dort war er stellvertretender Vorsitzender der AfD-Fraktion. Er war unter anderem Mitglied im 1. Untersuchungsausschuss („Neukölln“). Bei der Wiederholungswahl 2023 konnte er seinen Sitz im Abgeordnetenhaus verteidigen. Am 29. August 2023 trat er aus der AfD aus.

## Übersetzungen
Brousek übersetzt Werke der tschechischen Schriftsteller Jaroslav Hašek, Karel Poláček und Josef Bor ins Deutsche. 2014 erschien im Reclam-Verlag von Brousek eine Neuübersetzung des Romans Die Abenteuer des braven Soldaten Schwejk. Des Weiteren übersetzte er einige weitere von Hašeks Erzählungen und veröffentlichte sie in dem Erzählungsband Die Ausrottung der Praktikanten der Speditionsfirma Kobkán: Absurde Geschichten.